# Basilicum polystachyon
Basilicum polystachyon là một loài thực vật có hoa trong họ Hoa môi. Loài này được (L.) Moench mô tả khoa học đầu tiên năm 1802.